# La Vraie Vie de Sebastian Knight
Pour les articles homonymes, voir La Vraie Vie (homonymie).
La Vraie Vie de Sebastian Knight est un roman écrit par Vladimir Nabokov en 1938 et 1939 à Paris et qui inaugure la carrière d'écrivain anglophone de l'auteur.

## Contexte
Nabokov a écrit ce roman à Paris fin 1938 et début 1939. Il y vivait doublement en exil puisqu'il avait déjà fui la Révolution russe en 1917 et fuyait désormais la montée du nazisme en Allemagne, où il vivait précédemment.
Le roman ne sera publié qu'en 1941 aux États-Unis, où Nabokov passera les années suivantes de sa vie.
C'est la première fois que Nabokov publie un texte directement écrit en anglais. Jusqu'alors, il écrivait dans son russe maternel. Cependant, Nabokov a appris l'anglais, puis le français dès son plus jeune âge.

## Style
Le roman est écrit par un émigré russe établi en France, tout comme l'auteur. Le narrateur, qui est le frère dudit Sebastian Knight, n'est pas censé être un littéraire. Ces deux faits sont censés excuser le « faible » niveau d'anglais du roman.
Ce roman peut être considéré comme un véritable manifeste de l'état d'esprit de Nabokov. Tout au long du roman, les clichés du monde littéraire sont tournés en dérision. Les littéraires « purs », les auteurs (ou prétendus tels), leurs admirateurs, les éditeurs, leurs autres collaborateurs, sont tous tournés en ridicule par les yeux d'un homme simple qui n'a jamais côtoyé ce milieu. 
Nabokov démontre donc dans son roman ce qu'il refuse de faire dans l'écriture : utiliser des clichés, falsifier les émotions, jouer de prétention. 
Dans les deux derniers chapitres cependant, Nabokov démontre avec brio ce qu'il pense être de la bonne littérature : du vécu, concret, et une véritable émotion qui laissera le lecteur en émoi à la toute fin du livre. Après avoir démontré ce qu'il ne fallait pas faire, l'auteur laisse donc une magistrale leçon de littérature.
Le narrateur ne donne pas son nom. Mais Sebastian l'appelle « V... » et l'on sait qu'il ne porte pas le même nom que lui (ils sont demi-frères). Ceci laisse entendre que l'histoire serait vraie, un jeu récurrent de Vladimir Nabokov.
Les destins de Sebastian et son frère sont par ailleurs proches de celui de Nabokov lui-même (exil, études, carrière...)

## Histoire
Sebastian Knight, écrivain connu, vient de mourir prématurément de maladie. Son demi-frère se rend compte à cette occasion qu'il ne le connaissait que trop mal et décide d'enquêter sur lui pour écrire sa biographie. C'est le résultat de son travail que nous allons lire.
Sebastian et le narrateur sont nés du même père en Russie, mais durent tous fuir la révolution pour s'installer en France. Sebastian partira étudier à Londres et dès lors les deux frères ne se croiseront que de façon épisodique.
Le narrateur découvrira au long de son enquête la vie d'étudiant et les débuts littéraires de son frère. Il rencontrera son « secrétaire », M. Goodman, un parfait imbécile qui est un anti-modèle de Sebastian. Il cherchera également à retrouver la femme qui partagea longtemps sa vie. Cette redécouverte de son propre frère, il la vivra avec beaucoup d'humour et autant d'émerveillement que d'ironie.
À la fin, il révèlera pourquoi il s'est lancé dans cette quête.